# Marius Boyer
Pour les articles homonymes, voir Boyer.
Marius Germinal Boyer, né à Marseille le 22 septembre 1885 et mort à Casablanca le 24 décembre 1947, est un architecte français dont le talent s'exprima principalement à Casablanca au Maroc.

## Biographie
Marius Boyer a étudié à l'École nationale supérieure des beaux-arts de Paris (admis en 1904).
Il débarque à Casablanca vers 1919 et s'associe avec l'architecte Jean Balois de 1925 à 1929.
Son architecture se caractérise par des influences très diverses : motifs néo-mauresques (1924, immeuble de la Vigie marocaine, Bd Mohammed V/ex-de la gare), art-décoratif, influence viennoise (1923, immeuble du Comptoir des mines, rue Guynemer), composition d'immeuble à redans (1928 immeuble Levy et Bendayan, Bd Lalla Yacout/ex-de Marseille), îlots ouverts (1932, immeuble Moses Assayag, Bd Hassan Seghrir/ex-de la Marine), sans que l'on puisse déterminer une manière dominante, ni déceler ce qui est de sa propre architecture ou de celle de son associé Jean Balois (période 1925-1929).
Un trait commun que l'on retrouve depuis son premier projet d'Hôtel Volubilis (1920, Rue Diouri / ex- de l'aviateur Védrines) jusqu'à l'hôtel de ville (maintenant la wilaya, 1936, place Mohammed V/ex-place administrative) est une composition de façade où l'enduit blanc et lisse contraste avec un décor brun et rugueux (souvent les entourages de fenêtres). Cette composition de façade est abandonnée dans ses derniers projets (immeuble Assayag, Immeuble Levy Bendayan) pour des façades lisses, blanches, aux lignes verticales prononcées.
Son agence est une des plus productives de Casablanca.
À sa mort en 1947, l'architecte Émile Duhon reprendra son agence.

## Principales réalisations

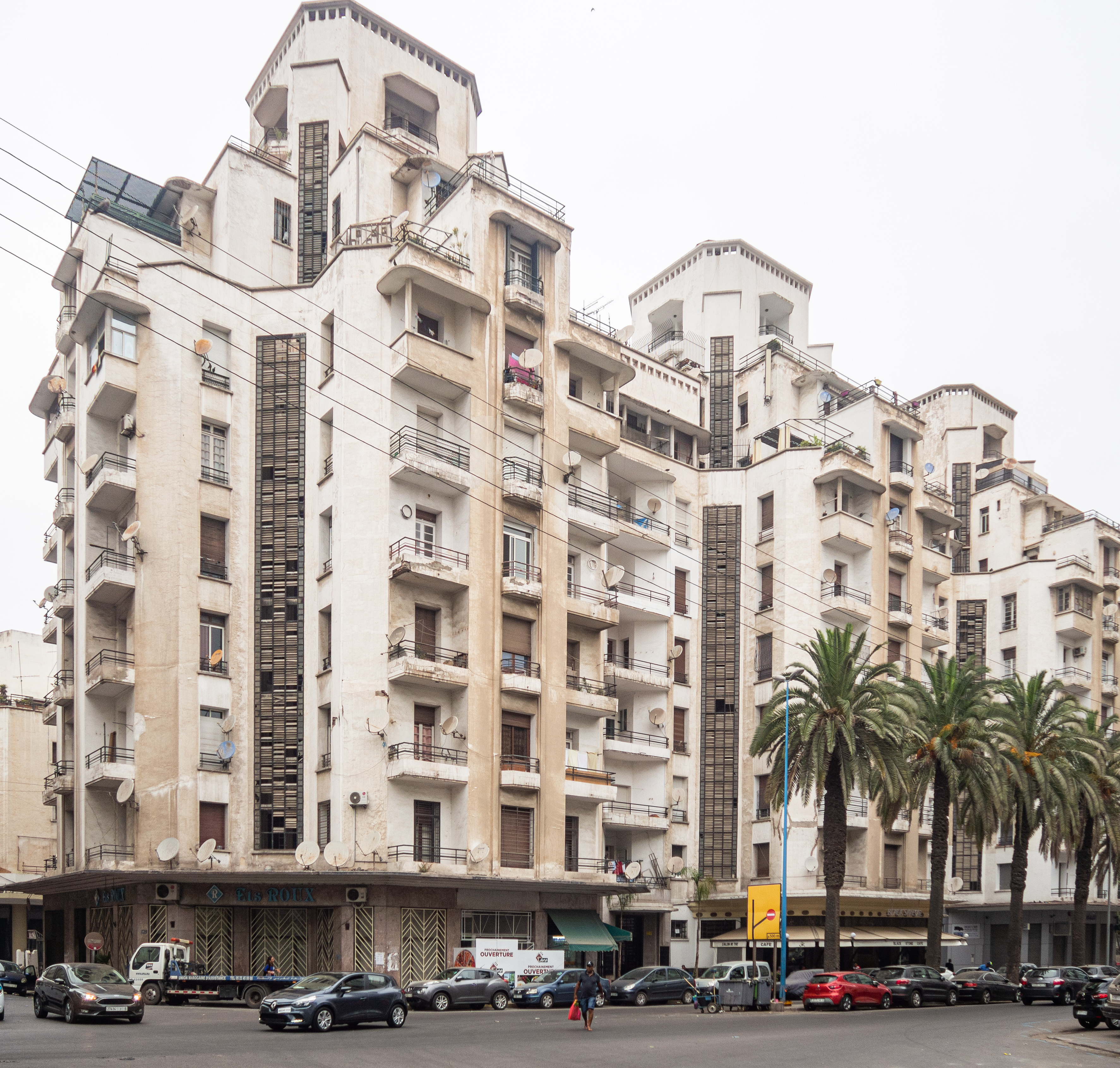
Immeuble Assayag (1930-32).

- Hôtel Volubilis (1920), rue Abdelkrim Diouri / ex-rue de l'aviateur Védrines
- Hôtel de Ville (1927-1936) maintenant Wilaya, place Mohammed V / ex-place administrative
- Hôtel d'Anfa (1938, détruit) où eut lieu la Conférence d'Anfa en 1943
- Immeuble du Glaoui (1922), Bd Mohammed V / ex de la gare.
- Hôtel Atlas (1922-1923), Bd Houphouët Boigny.
- Immeuble du Comptoir des Mines (1923), rue Guynemer.
- Banque commerciale du Maroc (1930)
- Immeuble Asayag ou Assayag (1930-1932)Bd Hassan Seghir / ex de la marine.
- Cercle militaire
- Cinéma Vox (1935, détruit) à l'époque le plus grand cinéma d'Afrique.
- Villa El Mokri
- Immeuble Shell (1934)